# Cephalonomia waterstoni
Cephalonomia waterstoni är en stekelart som beskrevs av Charles Joseph Gahan. Cephalonomia waterstoni ingår i släktet Cephalonomia och familjen dvärggaddsteklar. Inga underarter finns listade.